# Igor Bišćan
Igor Bišćan (Zagreb em 4 de maio de 1978) é um ex-futebolista e atual treinador croata.

## Carreira
No início de sua carreira Bišćan começou a acumular um nível impressionante de experiência de jogar, o que representa a juventude na Croácia, em seguida, o seu levou seu clube o Dinamo Zagreb para a Liga dos Campeões da UEFA e da Taça UEFA.
Foi comprado pelo Liverpool por £ 5,5 milhões em Dezembro de 2000, após ter sido solicitada pela Juventus, Barcelona, Ajax e AC Milan. Biscan assinado originalmente como uma zagueiro mas antigo patrão de Gérard Houllier sentiu que era um centro metade e muitas vezes desempenhado Bišćan fora da posição, mesmo por vezes como um Lateral ou volante, mas na maioria das vezes como um Zagueiro, onde jogou em 39 jogos na a temporada 2003-04. A sua possível influência sobre a equipe foi cortado como um resultado.
No entanto, sob Rafael Benitez, embora não seja uma escolha automática para o primeiro time, um grande prejuízo crise da equipe, Biscan deu uma chance, e ele foi muito melhor para lutar para trás a sua posição no Meio campo. Ele jogou uma parte vital para o Liverpool para a final da Liga dos Campeões da UEFA, e foi particularmente notável para o seu saque decorre de Zagueiro durante jogos contra o Bayer Leverkusen, Juventus e Chelsea FC. Ele foi um substituto não utilizadas contra AC Milan, mas acabou por ficar com uma medalha vencedores.
Bišćan feitas 118 aparências para Liverpool, e marcou três gols. A primeira entrou em um Worthington Copa na semi-final contra o Crystal Palace FC segunda perna em Anfield, Liverpool, que venceu 5-0 na noite (tendo sido previamente 2-1, após a primeira etapa). A segunda veio em uma vitória sobre 4-2 Fulham em Craven Cottage. Liverpool 2-0 veio para baixo para ganhar 4-2. Biscan veio em uma tarde como substituto e marcou com o seu segundo toque do jogo. Seu terceiro objetivo era tarde um vencedor na vitória sobre o Bolton Wanderers 1-0 em Anfield. Durante seu tempo em Liverpool, Bišćan fez-se um herói cult entre os fãs, especialmente em seu final campanha europeia.
Bišćan aderiram lado grego Panathinaikos, em Julho]] de 2005 depois que ele foi libertado pelo Liverpool. Ele deixou Panathinaikos após dois anos e assinou um três anos e meio com contrato Dinamo Zagreb, em 3 de dezembro de 2007. 